# Rhinella achalensis
Rhinella achalensis és una espècie d'amfibi endèmica de l'Argentina. Està amenaçat per la pèrdua del seu hàbitat natural.